# Lycodes lavalaei
Lycodes lavalaei es una especie de pez de la familia de los Zoarcidae en el orden de los perciformes.

## Morfología
Los machos pueden llegar a alcanzar los 56 cm de longitud total.

## Alimentación
Come invertebrados del fondo marino y peces.

## Hábitat
Es un pez de mar y de Clima templado y demersal que vive entre 57-535 m de profundidad.

## Distribución geográfica
Se encuentra en el Atlántico noroccidental: el Canadá.

## Observaciones
Es inofensivo para los humanos. 